# Кваутемок
Кваутемок (шп. Cuauhtémoc) је градска општина града Мексика у Мексику. Општина се налази на надморској висини од 2244 м.

## Становништво
Према подацима из 2010. у општини је живело 531831 становника.

### Хронологија
| Година       | 2000                     | 2005                     | 2010                     |
| ------------ | ------------------------ | ------------------------ | ------------------------ |
| Становништво | 516255 (241750 / 274505) | 521348 (245697 / 275651) | 531831 (251725 / 280106) |

### Попис
| \| \| м \| \| \| ж \| \| 0—2 \| 9.723 \| \| \| 9.230 \| \| 3—5 \| 10.321 \| \| \| 9.878 \| \| 6—11 \| 20.135 \| \| \| 19.635 \| \| 12—14 \| 9.931 \| \| \| 9.818 \| \| 15—17 \| 11.089 \| \| \| 10.909 \| \| 18—24 \| 29.664 \| \| \| 29.759 \| \| 60+ \| 27.685 \| \| \| 41.878 \| \| Просек : \| 33,4 \| \| \| 35,4 \| |        |  |  |        |
| |        |  |  |        |
| | м      |  |  | ж      |
| 0—2 | 9.723  |  |  | 9.230  |
| 3—5 | 10.321 |  |  | 9.878  |
| 6—11 | 20.135 |  |  | 19.635 |
| 12—14 | 9.931  |  |  | 9.818  |
| 15—17 | 11.089 |  |  | 10.909 |
| 18—24 | 29.664 |  |  | 29.759 |
| 60+ | 27.685 |  |  | 41.878 |
| Просек : | 33,4   |  |  | 35,4   |

| #   | Индикатор                                                                                        | Вредност |
| --- | ------------------------------------------------------------------------------------------------ | -------- |
| 1   | Становништво од 0 до 2 године                                                                    | 18953    |
| 2   | Мушко становништво од 0 до 2 године                                                              | 9723     |
| 3   | Женско становништво од 0 до 2 године                                                             | 9230     |
| 4   | Становништво са 3 и више година                                                                  | 495925   |
| 5   | Мушко становништво са 3 и више година                                                            | 233526   |
| 6   | Женско становништво са 3 и више година                                                           | 262399   |
| 7   | Становништво са 5 и више година                                                                  | 482505   |
| 8   | Мушко становништво са 5 и више година                                                            | 226664   |
| 9   | Женско становништво са 5 и више година                                                           | 255841   |
| 10  | Становништво са 12 и више година                                                                 | 435956   |
| 11  | Мушко становништво са 12 и више година                                                           | 203070   |
| 12  | Женско становништво са 12 и више година                                                          | 232886   |
| 13  | Становништво са 15 и више година                                                                 | 416207   |
| 14  | Мушко становништво са 15 и више година                                                           | 193139   |
| 15  | Женско становништво са 15 и више година                                                          | 223068   |
| 16  | Становништво са 18 и више година                                                                 | 394209   |
| 17  | Мушко становништво са 18 и више година                                                           | 182050   |
| 18  | Женско становништво са 18 и више година                                                          | 212159   |
| 19  | Становништво од 3 до 5 година                                                                    | 20199    |
| 20  | Мушко становништво од 3 до 5 година                                                              | 10321    |
| 21  | Женско становништво од 3 до 5 година                                                             | 9878     |
| 22  | Становништво од 6 до 11 година                                                                   | 39770    |
| 23  | Мушко становништво од 6 до 11 година                                                             | 20135    |
| 24  | Женско становништво од 6 до 11 година                                                            | 19635    |
| 25  | Становништво од 8 до 14 година                                                                   | 46314    |
| 26  | Мушко становништво од 8 до 14 година                                                             | 23451    |
| 27  | Женско становништво од 8 до 14 година                                                            | 22863    |
| 28  | Становништво од 12 до 14 година                                                                  | 19749    |
| 29  | Мушко становништво од 12 до 14 година                                                            | 9931     |
| 30  | Женско становништво од 12 до 14 година                                                           | 9818     |
| 31  | Становништво од 15 до 17 година                                                                  | 21998    |
| 32  | Мушко становништво од 15 до 17 година                                                            | 11089    |
| 33  | Женско становништво од 15 до 17 година                                                           | 10909    |
| 34  | Становништво од 18 до 24 године                                                                  | 59423    |
| 35  | Мушко становништво од 18 до 24 године                                                            | 29664    |
| 36  | Женско становништво од 18 до 24 године                                                           | 29759    |
| 37  | Женско становништво од 15 до 49 година                                                           | 148838   |
| 38  | Становништво са 60 и више година                                                                 | 69563    |
| 39  | Мушко становништво са 60 и више година                                                           | 27685    |
| 40  | Женско становништво са 60 и више година                                                          | 41878    |
| 41  | Однос између мушкараца и жена                                                                    | 89.87    |
| 42  | Становништво од нуле до 14 година                                                                | 98671    |
| 43  | Становништво од 15 до 64 године                                                                  | 367810   |
| 44  | Становништво од 65 година и више                                                                 | 48397    |
| 45  | Просечан број деце                                                                               | 1.64     |
| 46  | Становништво рођено у ентитету                                                                   | 389348   |
| 47  | Мушко становништво рођено у ентитету                                                             | 187753   |
| 48  | Женско становништво рођено у ентитету                                                            | 201595   |
| 49  | Становништво рођено у другом ентитету                                                            | 110777   |
| 50  | Мушко становништво рођено у другом ентитету                                                      | 48038    |
| 51  | Женско становништво рођено у другом ентитету                                                     | 62739    |
| 52  | Становништво од 5 година и више резидентно у ентитету у јуну 2005. године                        | 445806   |
| 53  | Мушко становништво старосног доба од 5 година и више, резидентно у ентитету у јуну 2005. године  | 208143   |
| 54  | Женско становништво старосног доба од 5 и више година, резидентно у ентитету у јуну 2005. године | 237663   |
| 55  | Становништво од 5 година и више које је живело у другом ентитету у јуну 2005. године             | 22507    |
| 56  | Мушко становништво старије од 5 година које је живело у другом ентитету у јуну 2005. године      | 11110    |
| 57  | Женско становништво старије од 5 година које је живело у другом ентитету у јуну 2005. године     | 11397    |
| 58  | Становништво од 3 године и више које говори аутохтони језик                                      | 8459     |
| 59  | Мушко становништво старо 3 године и више које говори аутохтони језик                             | 4037     |
| 60  | Женско становништво старо 3 године и више које говори аутохтони језик                            | 4422     |
| 61  | Становништво од 3 године и више које говори аутохтони језик и не говори шпански језик            | 54       |
| 62  | Мушко становништво старо 3 године и више које говори аутохтони језик и не говори шпански         | 9        |
| 63  | Женско становништво старо 3 године и више које говори аутохтони језик и не говори шпански језик  | 45       |
| 64  | Становништво старо 3 године и више које говори аутохтони језик и шпански                         | 6880     |
| 65  | Мушко становништво старо 3 године и више које говори аутохтони језик и шпански                   | 3272     |
| 66  | Женско становништво старо 3 године и више које говори аутохтони језик и шпански                  | 3608     |
| 67  | Становништво од 5 година и више које говори аутохтони језик                                      | 8402     |
| 68  | Становништво од 5 година и више које говори аутохтони језик и не говори шпански језик            | 51       |
| 69  | Становништво од 5 година и више које говори аутохтони језик и говори шпански језик               | 6847     |
| 70  | Становништво у домородачким домаћинствима                                                        | 16819    |
| 71  | Становништво са ограничењима у активностима                                                      | 25390    |
| 72  | Становништво са ограниченим ходањем или кретањем, горе или доле                                  | 14619    |
| 73  | Становници са ограничењима вида, чак и уз кориштење сочива                                       | 7073     |
| 74  | Становништво са ограничењима говора, комуникације или конверзације                               | 1585     |
| 75  | Становништво са ограниченим слухом                                                               | 2953     |
| 76  | Становништво са ограничењима при одевању, купању или јелу                                        | 1324     |
| 77  | Становништво са ограничењима у опажању или учењу једноставних ствари                             | 954      |
| 78  | Становништво са менталним ограничењима                                                           | 2213     |
| 79  | Становништво без ограничења активности                                                           | 483696   |
| 80  | Становништво од 3 до 5 година које не похађа школу                                               | 5785     |
| 81  | Мушко становништво од 3 до 5 година које не похађа школу                                         | 2956     |
| 82  | Женско становништво од 3 до 5 година које не похађа школу                                        | 2829     |
| 83  | Становништво од 6 до 11 година које не похађа школу                                              | 1043     |
| 84  | Мушко становништво од 6 до 11 година које не похађа школу                                        | 531      |
| 85  | Женско становништво од 6 до 11 година које не похађа школу                                       | 512      |
| 86  | Становништво од 12 до 14 година које не похађа школу                                             | 938      |
| 87  | Мушко становништво од 12 до 14 година које не похађа школу                                       | 489      |
| 88  | Женско становништво од 12 до 14 година које не похађа школу                                      | 449      |
| 89  | Становништво од 15 до 17 година похађа школу                                                     | 17298    |
| 90  | Мушко становништво од 15 до 17 година похађа школу                                               | 8627     |
| 91  | Женско становништво између 15 и 17 година живота у школи                                         | 8671     |
| 92  | Становништво од 18 до 24 године похађа школу                                                     | 25803    |
| 93  | Мушко становништво од 18 до 24 године похађа школу                                               | 13175    |
| 94  | Женско становништво од 18 до 24 године похађа школу                                              | 12628    |
| 95  | Становништво од 8 до 14 година које не може да чита и пише                                       | 576      |
| 96  | Мушко становништво старосног доба од 8 до 14 година које не може да чита и пише                  | 322      |
| 97  | Женско становништво старосног доби од 8 до 14 година које не може да чита и пише                 | 254      |
| 98  | Становништво од 15 година и више које је неписмено                                               | 5913     |
| 99  | Мушко становништво од 15 година и више које је неписмено                                         | 1434     |
| 100 | Женско становништво од 15 година и више које је неписмено                                        | 4479     |
| 101 | Становништво старо 15 и више година без школовања                                                | 8138     |
| 102 | Мушко становништво старо 15 и више година без школовања                                          | 2267     |
| 103 | Женско становништво старо 15 и више година без школовања                                         | 5871     |
| 104 | Становништво старосног доба 15 и више година са непотпуним основним образовањем                  | 19106    |
| 105 | Мушко становништво старосног доба од 15 година и више са непотпуном основним образовањем         | 6557     |
| 106 | Женско становништво старосног доба 15 и више година са непотпуном основним образовањем           | 12549    |
| 107 | Становништво старо 15 и више година са комплетним основним образовањем                           | 40868    |
| 108 | Мушко становништво старо 15 година и више са комплетним основним образовањем                     | 16011    |
| 109 | Женско становништво старо 15 и више година са комплетним основним образовањем                    | 24857    |
| 110 | Становништво старосног доба 15 и више година са непотпуним средњим образовањем                   | 17602    |
| 111 | Мушко становништво старосног доба од 15 година и више са непотпуним средњим образовањем          | 9266     |
| 112 | Женско становништво старосног доба од 15 година и више са непотпуним средњим образовањем         | 8336     |
| 113 | Становништво старо 15 и више година са пуним секундарном образовањем                             | 70878    |
| 114 | Мушко становништво старосног доба од 15 година и више са пуним секундарном образовањем           | 34188    |
| 115 | Женско становништво старосног доба од 15 година и више са пуним секундарном образовањем          | 36690    |
| 116 | Становништво старије од 18 година са постосновним образовањем                                    | 241997   |
| 117 | Мушко становништво старије од 18 година са постосновним образовањем                              | 118097   |
| 118 | Женско становништво старије од 18 година са постосновним образовањем                             | 123900   |
| 119 | Просечна оцена школовања                                                                         | 11.32    |
| 120 | Просечан ниво образовања мушке популације                                                        | 11.75    |
| 121 | Просечан ниво образовања женског становништва                                                    | 10.95    |
| 122 | Економски активно становништво                                                                   | 270867   |
| 123 | Економски активна мушка популација                                                               | 150796   |
| 124 | Економски активна женска популација                                                              | 120071   |
| 125 | Становништво које није економски активно                                                         | 161087   |
| 126 | Мушко становништво које није економски активно                                                   | 50216    |
| 127 | Женско становништво које није економски активно                                                  | 110871   |
| 128 | Запослено становништво                                                                           | 259228   |
| 129 | Запослено мушко становништво                                                                     | 143428   |
| 130 | Запослено женско становништво                                                                    | 115800   |
| 131 | Незапослена популација                                                                           | 11639    |
| 132 | Незапослена мушка популација                                                                     | 7368     |
| 133 | Незапослена женска популација                                                                    | 4271     |
| 134 | Становништво без права на здравствене услуге                                                     | 170897   |
| 135 | Становништво које има право на здравствене услуге                                                | 340430   |
| 136 | Становништво које има право на ИМСС                                                              | 194690   |
| 137 | Становништво које има право на социјално осигурање                                               | 70380    |
| 138 | Становништво које има право на државно социјално осигурање                                       | 677      |
| 139 | Становништво које има право на опште осигурање или здравствено осигурање за нову генерацију      | 40217    |
| 140 | Становништво које је било једном или није било у браку током 12 година и више                    | 179548   |
| 141 | Венчано или уједињено становништво од 12 година и више                                           | 188899   |
| 142 | Становништво које је било у браку или уједињено 12 година и више                                 | 64271    |
| 143 | Становништво са католичком религијом                                                             | 413280   |
| 144 | Протестанти, еванђелисти и библијски следбеници различити од еванђелиста                         | 37351    |
| 145 | Становништво са другим религијама различитим од претходних                                       | 3952     |
| 146 | Становништво без религије                                                                        | 45187    |
| 147 | Укупно пописаних домаћинства                                                                     | 168251   |
| 148 | Пописна домаћинства на челу са мушкарцима                                                        | 102717   |
| 149 | Пописна домаћинства на челу са женама                                                            | 65534    |
| 150 | Становништво у пописним домаћинствима                                                            | 509894   |
| 151 | Становништво у пописним домаћинствима на челу са мушкарцима                                      | 328227   |
| 152 | Становништво у пописним домаћинствима на челу са женама                                          | 181667   |
| 153 | Укупно домаћинстава                                                                              | 208975   |
| 154 | Укупно насељених домаћинстава                                                                    | 173907   |
| 155 | Укупно приватних кућа                                                                            | 203319   |
| 156 | Насељени приватни домови                                                                         | 168251   |
| 157 | Укупно насељених приватних кућа                                                                  | 173804   |
| 158 | Ненасељене приватне куће                                                                         | 24966    |
| 159 | Појединачна домаћинства за привремену употребу                                                   | 10102    |
| 160 | Становници у насељеним приватним кућама                                                          | 509894   |
| 161 | Насељеност станара у приватним становима                                                         | 3.03     |
| 162 | Просечно становника по соби у приватним насељеним домаћинствима                                  | 0.78     |
| 163 | Појединачна домаћинства са подовима од различитих материјала од земље                            | 163059   |
| 164 | Појединачна домаћинства у приземљу                                                               | 509      |
| 165 | Појединачна домаћинства са једном спаваћом собом                                                 | 51911    |
| 166 | Појединачна домаћинства са две спаваће собе и више                                               | 114194   |
| 167 | Појединачна домаћинства са једним собом                                                          | 5888     |
| 168 | Појединачна домаћинства са две собе                                                              | 12998    |
| 169 | Појединачна домаћинства са 3 собе и више                                                         | 146903   |
| 170 | Појединачна домаћинства која имају електрично светло                                             | 166247   |
| 171 | Појединачна домаћинства која немају електрично светло                                            | 118      |
| 172 | Појединачна домаћинства која имају водоводну воду у стамбеном простору                           | 165178   |
| 173 | Појединачна домаћинства која немају водоводну воду у стамбеном простору                          | 402      |
| 174 | Појединачна домаћинства која имају тоалет                                                        | 165236   |
| 175 | Појединачна домаћинства која имају канализацију                                                  | 165181   |
| 176 | Појединачна домаћинства која немају канализацију                                                 | 214      |
| 177 | Појединачна домаћинства која имају електрично светло, довод воде из јавне мреже и канализацију   | 164349   |
| 178 | Појединачна домаћинства без икаквих услова                                                       | 347      |
| 179 | Појединачна домаћинства која имају радио                                                         | 150629   |
| 180 | Појединачна домаћинства која имају телевизор                                                     | 162553   |
| 181 | Појединачна домаћинства која имају фрижидер                                                      | 154622   |
| 182 | Појединачна домаћинства која имају машину за веш                                                 | 126570   |
| 183 | Појединачна домаћинства која имају аутомобил или комби                                           | 64716    |
| 184 | Појединачна домаћинства која имају рачунар                                                       | 90603    |
| 185 | Појединачна домаћинства која имају фиксну телефонску линију                                      | 124491   |
| 186 | Појединачна домаћинства која имају мобилни телефон                                               | 132820   |
| 187 | Појединачна домаћинства која имају приступ интернету                                             | 74373    |